# GSC3575-5417
GSC3575-5417 — хімічно пекулярна зоря спектрального класу A0, що має видиму зоряну величину в смузі V приблизно 10,1.

## Пекулярний хімічний склад
Зоряна атмосфера GSC3575-5417 має підвищений вміст 
Si
.